# NGC 3636
NGC 3636 este o galaxie eliptică situată în constelația Cupa. A fost descoperită în 4 martie 1786 de către William Herschel.